# Kiedy tylko spojrzę
Kiedy tylko spojrzę – singel Sylwii Grzeszczak, promujący trzeci album piosenkarki pt. Komponując siebie. Utwór został napisany przez Marcina Piotrowskiego, a skomponowała go Sylwia Grzeszczak.
Na potrzeby singla utwór został nagrany ponownie z gościnnym udziałem chóru Sound’n’Grace
Pierwszy raz na żywo utwór został wykonany podczas Polsat Sopot Festival 2014. Można go było również usłyszeć podczas gali Telekamery 2015 czy Polsat SuperHit Festiwal 2015 w Sopocie. 
Utwór reprezentował Polskę w konkursie OGAE Song Contest, czyli międzynarodowym plebiscycie organizowanym przez kluby fanów Konkursu Eurowizji, gdzie zajął wysokie 3 miejsce
Do utworu powstał teledysk zrealizowany przez Cam-L Studio w Chrzypsku Wielkim i Chrzypsku Małym (most kolejowy z lat 1907-1908, wybudowany dla linii Szamotuły - Międzychód 15 metrów nad lustrem rzeki Osiecznicy).
W marcu 2024 nagranie uzyskało certyfikat dwukrotnie platynowej płyty.

## Pozycje na listach przebojów

### Pozycje na listach AirPlay
| Kraj   | Lista (2015)      | Najwyższa pozycja |
| ------ | ----------------- | ----------------- |
| Polska | AirPlay – Nowości | 1                 |

### Pozycje na radiowych listach przebojów
| Notowanie (2015)        | Najwyższa pozycja |
| ----------------------- | ----------------- |
| RMF FM (PoPlista)       | 1                 |
| Radio Szczecin (SLiP)   | 3                 |
| Wietrzne Radio (Top 15) | 1                 |